# Las o zwiększonej funkcji społecznej

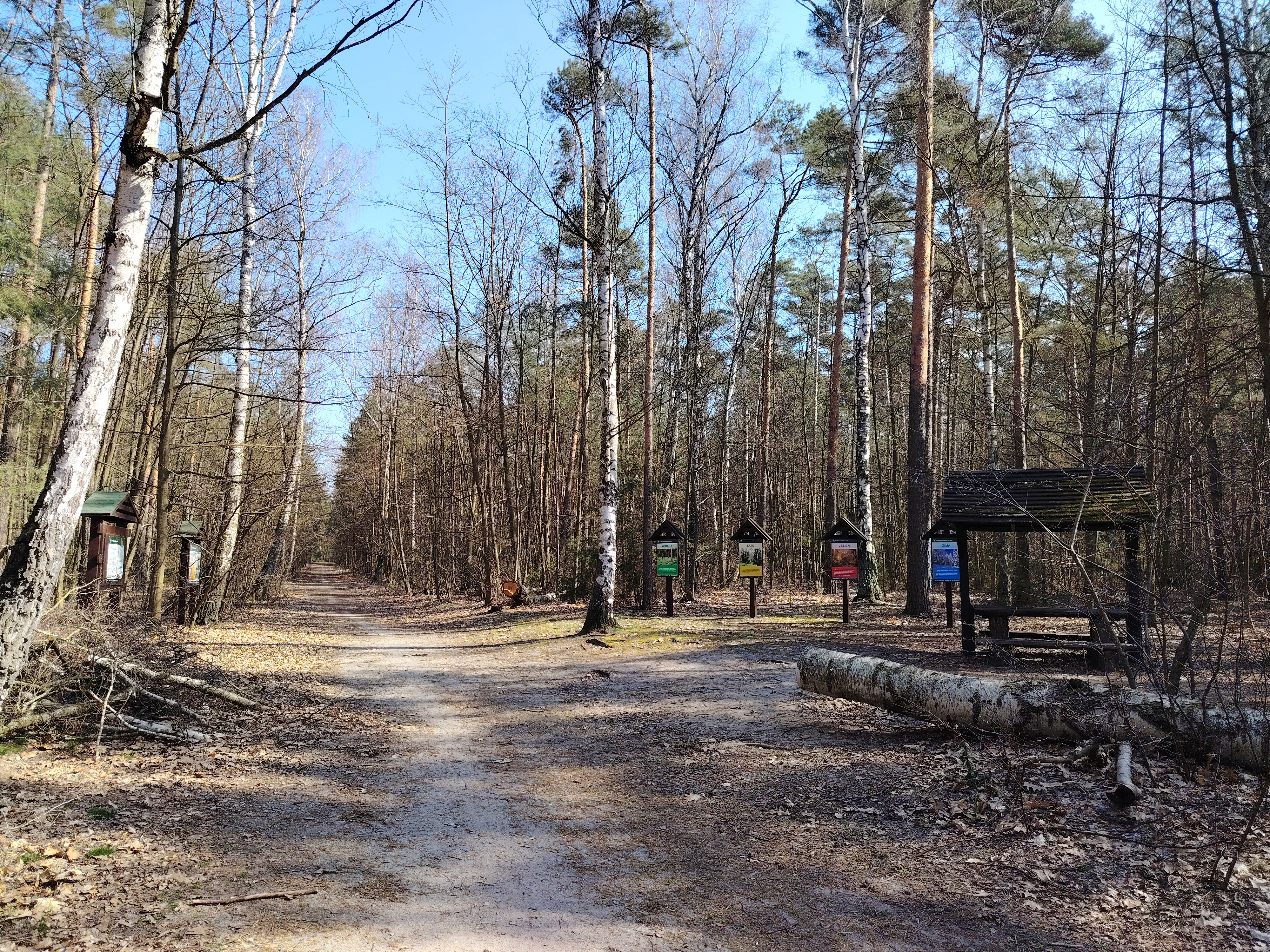
Las Winiarski w Kaliszu, na terenie którego powstanie las społeczny

Las o zwiększonej funkcji społecznej (las społeczny) – nowa kategoria terenów leśnych, wyodrębniona przez Lasy Państwowe w celu dostosowania zasad ich zagospodarowania do wzmożonej obecności ludzi i oczekiwań społecznych. Wprowadzona Zarządzeniem nr 58 Dyrektora Generalnego Lasów Państwowych z dnia 5 lipca 2022 roku, kategoria ta ma na celu zrównoważenie gospodarki leśnej z funkcjami rekreacyjnymi oraz ochroną walorów krajobrazowych i przyrodniczych.

## Cel i zasady funkcjonowania
Wprowadzenie lasów o zwiększonej funkcji społecznej ma na celu:
- zapewnienie trwałości ekosystemów leśnych,
- poprawę bezpieczeństwa publicznego, w tym ochronę przeciwpożarową,
- utrzymanie wartości krajobrazowych,
- uwzględnienie potrzeb rekreacyjnych i turystycznych społeczeństwa.

Zarządzanie tymi obszarami nie sprowadza się do przekształcenia ich w parki miejskie ani rezerwaty przyrody, lecz zakłada zachowanie funkcji gospodarczej lasów przy jednoczesnym dostosowaniu metod użytkowania do ich intensywnego wykorzystywania przez ludzi. W praktyce oznacza to m.in. ograniczenie stosowania zrębów zupełnych, preferowanie rębni złożonych oraz prowadzenie zabiegów gospodarczych w sposób indywidualny, dostosowany do konkretnych lokalnych warunków.

## Kryteria wyznaczania
Lasy o zwiększonej funkcji społecznej obejmują:
- lasy intensywnie użytkowane rekreacyjnie,
- tereny leśne w pobliżu ośrodków wypoczynkowych,
- lasy uzdrowiskowe w strefach A i B (zgodnie z ustawą o lecznictwie uzdrowiskowym z 2005 roku).

Ich wyznaczanie odbywa się na poziomie nadleśnictw, które mogą angażować społeczność lokalną w proces decyzyjny. Podczas tworzenia 10-letnich planów urządzenia lasu możliwe jest wyodrębnienie tzw. gospodarstw specjalnych, dla których wprowadza się odrębne zasady zagospodarowania. Dodatkowo, w miejscach o szczególnie wysokim natężeniu ruchu turystycznego można zastosować podział na:
- strefę intensywnego oddziaływania, gdzie obowiązują ścisłe wytyczne gospodarcze,
- strefę zrównoważonego oddziaływania, w której zalecenia mają charakter fakultatywny.

Nie każde nadleśnictwo jest zobligowane do wyznaczenia takich obszarów, a decyzje podejmowane są indywidualnie na podstawie lokalnych uwarunkowań.

## Zasady gospodarowania
Gospodarka leśna na tych terenach opiera się na:
- minimalizacji zrębów zupełnych i preferowaniu metod pozwalających na stopniową przemianę drzewostanu,
- działaniach poprawiających zdrowotność i strukturę lasów,
- promowaniu naturalnych procesów odnawiania lasu,
- wykonywaniu prac gospodarczych w okresach mniejszego natężenia ruchu rekreacyjnego.

Ponadto przewidziano zwiększenie inwestycji w infrastrukturę turystyczną i jej promocję oraz wzmocnienie współpracy z samorządami i społecznościami lokalnymi w zakresie ochrony i użytkowania lasów.